# Acrocercops tricirrha
Acrocercops tricirrha là một loài bướm đêm thuộc họ Gracillariidae. Loài này có ở Indonesia (Java).
Ấu trùng ăn Polygonum chinense. Chúng có thể ăn lá nơi chúng làm tổ.